# Aleksej Ionov
Aleksej Sergejevitj Ionov (ryska: Алексей Сергеевич Ионов), född 18 februari 1989, är en rysk fotbollsspelare som spelar för Ural och Rysslands landslag.